# Juan Calibita
Juan Calibita (o Calabites, Calybite, Chalybita, Calabytes, Kalabytes; murió c. 450) fue un monje y ermitaño griego venerado como santo por varias denominaciones cristianas. Dejó su casa a una edad temprana y durante varios años fue monje en Jerusalén. Regresó a casa disfrazado de mendigo y sus padres no lo reconocieron, pero le dieron una choza para vivir. Se reveló a su madre cuando estaba en su lecho de muerte. Su fiesta es el 15 de enero.

## Relato de los monjes de Ramsgate
Los monjes de la abadía de San Agustín, Ramsgate, escribieron en su The Book of Saints, diccionario de los santos canonizados por la Iglesia católica (1921)ː

Juan Calibita (San) Ermitaño (15 de enero)
(Siglo V) Nacido en Constantinopla de padres nobles y ricos, cuando tenía unos doce años abandonó en secreto su hogar para convertirse en monje cerca de Jerusalén. Después de servir valientemente a Dios en su monasterio durante unos seis años, su abad le dio permiso para volver a visitar su casa. En el camino se disfrazó de mendigo y su madre, sin conocerlo, lo echó de su puerta. A partir de entonces subsistió de la caridad de sus padres en una pequeña choza del barrio, dedicando su tiempo a la oración y a las buenas obras. Después de tres años, Nuestro Señor lo visitó y le dijo que su prueba había terminado. Entonces Juan mandó llamar a su madre y, mostrándole el libro de los Evangelios que ella le había regalado cuando era niño, murió en sus brazos. Esto sucedió a mediados del siglo V. Algunos autores trasladan a Roma las escenas de los últimos años de este Santo.

## Martirologio Romano
El Martirologio Romano incluye:

23 de enero... En Roma, san Juan Calibita, que vivió durante algún tiempo sin ser conocido en un rincón de la casa de su padre, y luego en una cabaña cercana a ella, en la isla del Tíber. Sus padres no lo reconocieron hasta su muerte, en el año 469. Después de ser famoso por varios milagros, fue enterrado en los mismos lugares, donde luego se construyó una iglesia en su honor.

## Relato de Alban Butler
El hagiógrafo Alban Butler (1710-1773) escribió en su The Lives of the Fathers, Martyrs, and Other Principal Saints (1868), del 15 de enero:

San Juan Calybita, Recluso
 
San Juan Calibita, Recluso Era hijo de Eutropio, un noble rico de Constantinopla. Dejó su hogar en secreto para convertirse en monje entre los Acæmetes. Después de seis años regresó disfrazado con harapos de mendigo y subsistió gracias a la caridad de sus padres, como un extraño, en una pequeña choza cerca de su casa; por eso se le llamó Calybita. Santificó su alma con maravillosa paciencia, mansedumbre, humildad, mortificación y oración. Se descubrió a su madre, en su agonía, en el año 450, y, según su petición, fue enterrado bajo su choza; pero sus padres construyeron sobre su tumba una iglesia señorial, como menciona el autor de su vida. Cedreno, que dice que estaba en el barrio occidental de la ciudad, la llama la iglesia del pobre Juan; Zonaras, la iglesia de San Juan Calybita. Una antigua iglesia, situada cerca del puente de la isla del Tíber en Roma, que llevaba su nombre, según una inscripción allí, fue construida por el Papa Formoso (que murió en 896) junto con un hospital. De esta circunstancia Du Cange 5 infiere que el cuerpo de nuestro santo, que se conserva en esta iglesia, fue transportado de Constantinopla a Roma, antes de que estallara la herejía iconoclasta bajo León el Isariano, en 706; pero su cabeza permaneció en Constantinopla. hasta después de que esa ciudad cayó en manos de los latinos, en 1204; poco después fue llevado a Besanzón, en Borgoña, donde se conserva en la iglesia de San Esteban, con una inscripción griega alrededor de la caja. La iglesia que lleva el nombre de San Juan Calibita, en Roma, con el hospital, está ahora en manos de religiosos de la orden de San Juan de Dios. Según un MS. vida, elogiada por Baronio, San Juan Calibita floreció bajo Teodosio el Joven, que murió en 450: dice Nicéforo, bajo León, que fue proclamado emperador en 457; para que ambas cuentas sean verdaderas. Sobre sus actos griegos genuinos, véase Lambecius, Bibl. Vind. t. 8. pág. 228. 395; Bollandús, pág. 1035, da a sus actos latinos los mismos que encontramos en griego en St. Germain-des-Prez. Véase Montfaucon, Bibl. Coislianæ, pág. 196. Bollandus añade otros actos latinos, a los que da preferencia. Véase también Papebroch, Comm. ad Januarium Græcum metricum, t. 1. Maij. Jos. Assemani, en Calendaria Univ. anuncio 15 de enero t. 6. pág. 76. Châtelain, pág. 283, etc.